# Дилема (фільм)
«Дилема» (англ. The Dilemma) — американська чорна комедія 2011 року режисера Рона Говарда за сценарієм Аллана Леба з Вінсом Воном і Кевіном Джеймсом у головних ролях.

## Сюжет
У фільмі розповідається про кмітливого бізнесмена Ронні (Вінс Вон) і геніального інженера Ніка (Кевін Джеймс), які є найкращими друзями та партнерами у фірмі, що займається дизайном автомобілів. Вони займаються проєктом, щоб зробити свою фірму відомою. Ронні бачить, як дружина Ніка Дженева (Вайнона Райдер) цілується з іншим чоловіком (Ченнінг Татум). Ронні шукає відповіді та має придумати, як розповісти Ніку про те, що він бачив під час роботи з ним, щоб завершити їхню критичну презентацію.

## У ролях
| Актор              | Роль             |
| ------------------ | ---------------- |
| Вінс Вон           | Ронні Валентайн  |
| Кевін Джеймс       | Нік Браннен      |
| Дженніфер Коннеллі | Бет              |
| Вайнона Райдер     | Женева Валентайн |
| Ченнінг Тейтум     | Зіп              |
| Квін Латіфа        | Сьюзен Ворнер    |
| Емі Мортон         | Діана Попович    |
| Клінт Говард       | Герберт Трімпі   |
| Ренс Говард        | Берт             |

## Виробництво
Вперше про фільм було оголошено в січні 2010 року, зазначений як проєкт без назви, коли актор Вінс Вон підписав контракт на головну роль. Ідея фільму належить продюсеру Браяну Грейзеру, виробничому партнеру Говарда в Imagine Entertainment; Аллан Леб написав сценарій. Актор Кевін Джеймс був затверджений на одну з двох головних ролей разом з Воном у лютому. Похмурі моменти фільму були виключені у фінальному монтажі.
З бюджетом у 70 мільйонів доларів знімання відбувалося в Чикаго з кінця травня 2010 року до середини серпня 2010 року. Фільм, який під час знімання називався «Шахраї та те, про що ви не знаєте», зрештою отримав назву «Дилема» від Universal.

## Випуск

### Театральний випуск
Світова прем’єра фільму відбулася в Чикаго 6 січня 2011 року. У комерційний прокат фільм вийшов у 2940 кінотеатрах США та Канади 14 січня 2011 року.
Фільм зібрав 69,7 млн доларів у США та Канаді.

### Випуск на DVD
На DVD та Blu-ray фільм вийшов 3 травня 2011 року в США. Прибуток від продажів фільму на носіях сягає 8,9 мільйона доларів.